# Gisbert zu Knyphausen
Gisbert Wilhelm Enno Freiherr zu Innhausen und Knyphausen, mieux connu sous le nom de scène Gisbert zu Knyphausen, est un chanteur allemand.

## Biographie
Après un séjour à Berlin, zu Knyphausen étudie la musicothérapie à Nimègue, aux Pays-Bas. En août 2005, il fonde avec Philipp Heintze le label discographique indépendant Omaha Records. L'automne suivant, il se produit pour la première fois en public sous son propre nom, mais il préfère désormais la dynamique d'un groupe entier pour la plupart de ses concerts. Son premier album, Gisbert zu Knyphausen, sort le 25 avril 2008 chez PIAS Germany. Il contient à la fois des chansons en solo et des chansons accompagnées par un groupe. Les textes de Zu Knyphausen ont un caractère mélancolique, mais généralement plein d'espoir. Parmi ses influences musicales et lyriques, zu Knyphausen cite ClickClickDecker, Ton Steine Scherben et Element of Crime,. En 2009, zu Knyphausen reçoit le prix HANS du meilleur artiste de Hambourg. C'est également cette année-là qu'a lieu le premier Heimspiel, un concert d'été organisé dès lors chaque année dans le domaine viticole de sa famille à Eltville-Erbach, qui se transforme en festival Heimspiel Knyphausen, où se produisent, outre Gisbert zu Knyphausen, entre autres Kettcar, Element of Crime, Sophie Hunger, The Notwist et AnnenMayKantereit. Entre octobre 2006 et avril 2010, zu Knyphausen vit à Hambourg, puis il déménage à Berlin.
Le 23 avril 2010 sort son deuxième album Hurra ! Hourra ! So nicht. Dans le film Halt auf freier Strecke d'Andreas Dresen, sorti en 2011, zu Knyphausen participe avec Sommertag à la bande-son. En 2011, il participe à quelques concerts avec Francesco Wilking et Moritz Krämer et leur projet Die Höchste Eisenbahn, il est également présent sur l'EP Unzufrieden, sorti en 2012, avec une partie vocale dans le morceau Der Himmel ist Blau. En 2012, il collabore avec Nils Koppruch jusqu'au décès de ce dernier. Sous le nom de Kid Kopphausen, ils forment ensemble un groupe et sortent l'album I.
Après le décès de Koppruch, zu Knyphausen se retire en grande partie de la musique pendant un an. Il part en Iran pour l'Institut Goethe et collabore avec le groupe local Pallet.
En 2014, il accompagne Olli Schulz lors de sa tournée. Il joue de la basse dans son groupe et également lors de l'enregistrement de l'album Feelings aus der Asche, qui sort en janvier 2015 et atteint la quatrième place du classement des albums. Avec Moses Schneider et Tobias Friedrich, Knyphausen fonde en 2016 le groupe Husten, au début avec la prémisse de ne pas se produire sur scène, mais de publier un nouvel EP chaque année,.
En octobre 2017, zu Knyphausen sort son troisième album Das Licht dieser Welt, produit par Jean-Michel Tourette (Wir sind Helden). La chanson éponyme Das Licht dieser Welt est le générique de fin du film Timm Thaler oder Das verkaufte Lachen, sorti en février 2017.
Lors du Reeperbahn Festival 2020, il se produit en duo avec le pianiste Kai Schumacher et dans des conditions liées à la pandémie de Covid-19, en direct dans l'Église Saint-Michel de Hambourg.

## Discographie partielle

### Albums studio
- 2008 : Gisbert zu Knyphausen
- 2010 : Hurra! Hurra! So nicht.
- 2012 : I
- 2017 : Das Licht dieser Welt
- 2021 : Lass irre Hunde heulen (avec Kai Schumacher)

### Albums live
- 2009 : Gisbert zu Knyphausen live @ Fliegende Bauten
- 2012 : Gisbert zu Knyphausen und Band – Live im Konzerthaus Dortmund 2011 (limité à 8 000 exemplaires)

### Singles et EP
- 2006 : Spieglein, Spieglein / Sommertag EP
- 2008 : Sommertag
- 2010 : Melancholie
- 2010 : Die Aussicht (split-single avec Nils Koppruch)
- 2011 : Leerer Raum / Spieglein, Spieglein (split-single avec Lichter, Kapitän Platte)
- 2011 : GZK vs CCD (split-EP avec ClickClickDecker)
- 2017 : Das Licht dieser Welt

### Avec Band Husten
- 2017 : Husten
- 2018 : Zurück Zum Heißen
- 2019 : Teil 4 und 5 und 6
- 2020 : Wohin wir drehen

- 2022 : Aus allen Nähten
- 2023 : Aus einem nachtlangen Jahr